# Huambo (province)
Huambo est une province du centre de l'Angola. Sa population est estimée à 1,9 million d'habitants (soit 15 % de la population angolaise) sur une superficie de 34 270 km2. Sa capitale est la ville de Huambo.

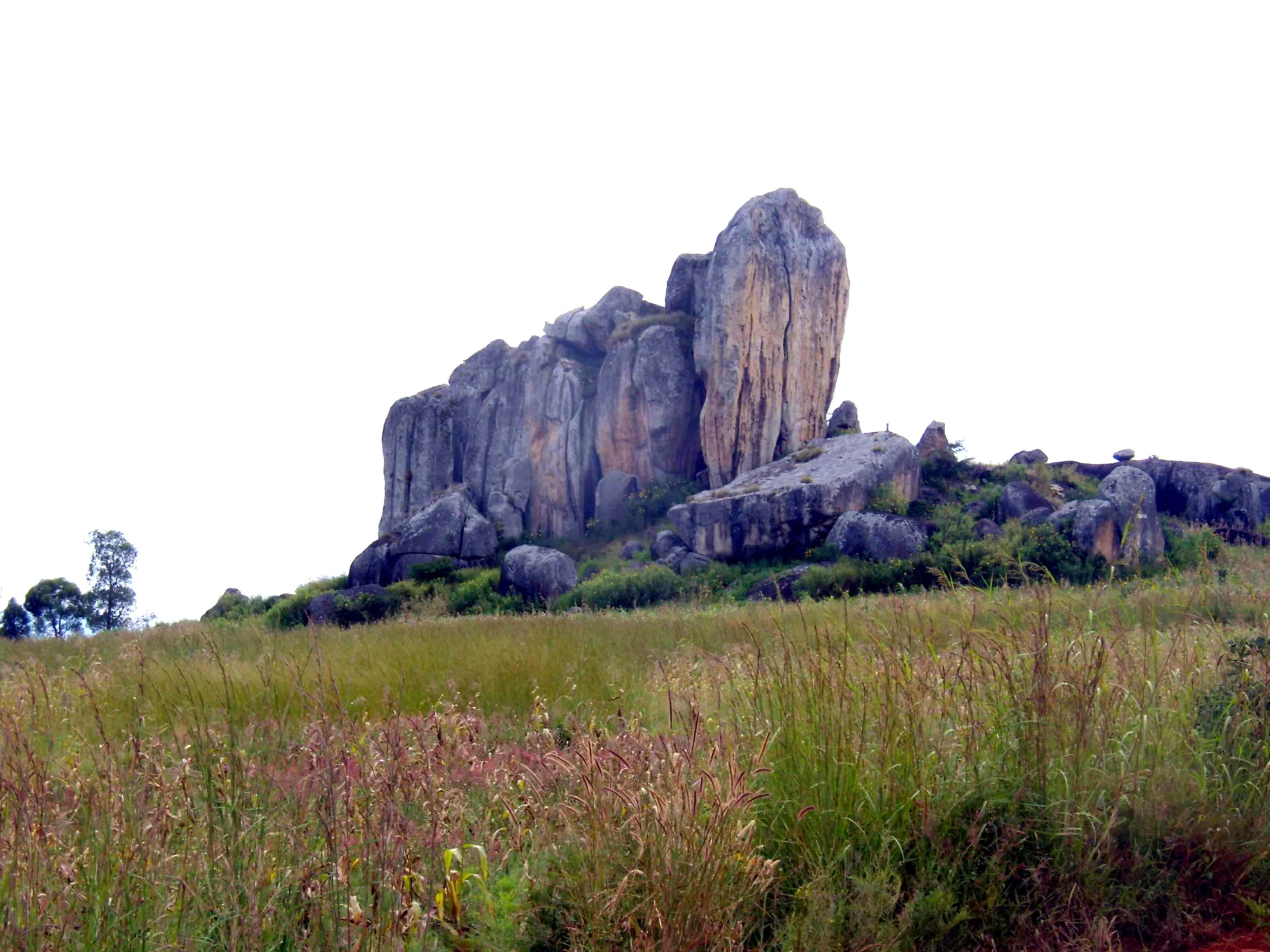
Pierre allemande

## Municipalités
- Bailundo
- Caála
- Huambo
- Ekunha
- Katchiungo
- Londuimbali
- Longonjo
- Mungo
- Tchicala Tcholoanga
- Tchinjenje
- Ukuma